# Lucy Hicks Anderson
Pour les articles homonymes, voir Hicks et Anderson.
Lucy Hicks Anderson, née en 1886 à Waddy dans le Kentucky et morte en 1954 à Los Angeles en Californie, est une socialite et pionnière trans afro-américaine. Elle est connue pour avoir été emprisonnée en raison de sa transidentité en 1945.
Lucy Hicks Anderson grandit dans le Kentucky puis travaille comme domestique dans quelques autres États avant d'emménager en 1920 à Oxnard, une petite ville de Californie. Devenue une cheffe cuisinière réputée et une organisatrice de banquets appréciée, elle accroît au fur et à mesure des années son importance et son rôle dans la communauté locale. Elle ouvre aussi plusieurs lupanars et bars clandestins et donne à des œuvres de charité ou aux obligations de guerre.
Lorsqu'en 1945 la justice locale lui fait subir un examen médical et apprend qu'elle est une femme trans, elle lance l'« affaire Lucy Hicks ». Lucy Hicks Anderson est accusée de parjure lors de son mariage, d'insoumission militaire et de fraude sur les allocations financières dédiées aux épouses de GI. À l'issue d'une procédure judiciaire d'un mois, elle est condamnée à un an de prison — où on lui interdit de porter des vêtements féminins — et à dix ans de probation. Désormais considérée comme un homme dégénéré et criminel et non plus comme la femme respectée qu'elle était, elle est bannie d'Oxnard. Elle finit sa vie seule à Los Angeles.

## Biographie
Lucy Lawson naît en 1886 dans le secteur non constitué en municipalité de Waddy, au sein du comté kentuckien de Shelby. Dès son plus jeune âge, elle demande à être appelée Lucy et à pouvoir s'habiller avec des robes,. Inquiète, sa mère consulte le médecin de famille. Il soutient Lucy, alors âgée de neuf ans, et incite sa mère à la respecter telle qu'elle est, à une époque où la transidentité est inconnue.
Le reste de la société n'a pas connaissance de sa transition, ce qui lui permet que son genre soit correctement renseigné dans les papiers officiels des différents États qu'elle traverse et d'être considérée avec son identité féminine par son entourage pendant un demi-siècle. Dans The body branded: LGBT hate murder, legal personhood, and social responses in the Oxnard, California case of Lawrence King, Rolando René Longoria II évoque l'idée que les « discours sur la sexualité féminine noire », qui normalisent « l'hétérosexualité, la sexualité masculine, la culture, l'identité et le privilège blanc » et font que les « corps des femmes noirs deviennent le conduit de la non-normativité »,, ont influencé la vision de la société sur l'absence de normativité perçue chez Lucy Hicks Anderson, qui parfois était remarquée pour son aspect « un peu queer » et non-normatif,.
Elle quitte l'école à quinze ans et devient domestique. Cinq ans plus tard, elle part pour Pecos, au Texas, où elle travaille dans un hôtel durant une dizaine d'années. À l'âge de trente ans, sous le nom de Lucy Beasley, elle emménage à Silver City au Nouveau-Mexique, où elle fait la rencontre de Clarence Hicks. Ils se marient le 2 octobre 1920 puis déménagent pour la Californie, à Oxnard.

### Vie à Oxnard

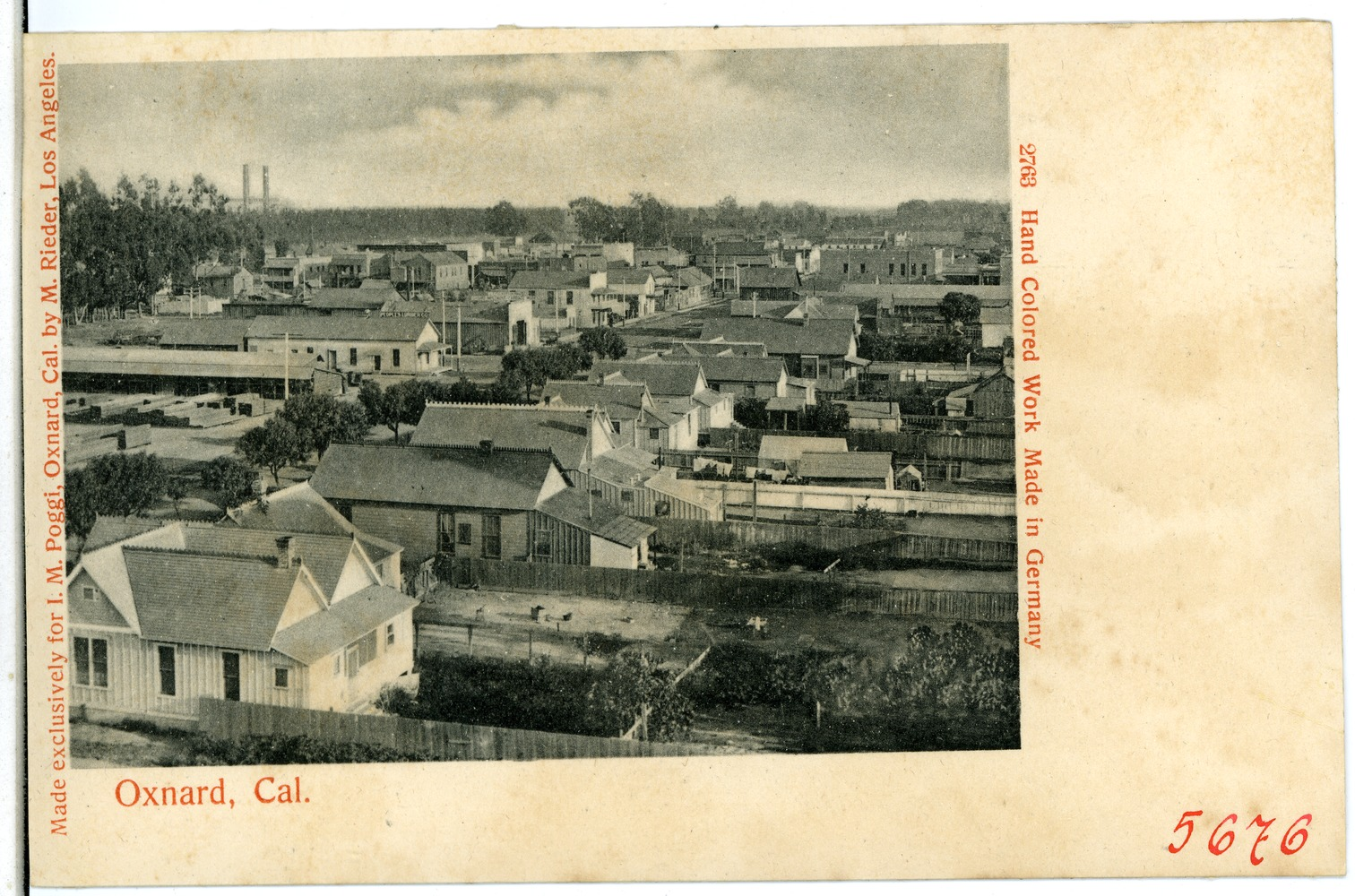
Carte postale d'Oxnard en 1905.

À Oxnard, une petite ville de 5 000 habitants, Lucy Hicks Anderson officie de nouveau comme femme de ménage, puis comme nounou et cheffe cuisinière. Habile, elle remporte plusieurs concours de pâtisserie. Elle travaille pour les banquiers, les entrepreneurs et les personnalités importantes de la ville. Son talent lui permet de se faire un nom. Elle devient une hôtesse réputée et respectée et joue un rôle important au sein de la communauté locale pendant les trois décennies où elle y vit,,, et dans laquelle elle s'investit profondément. Elle est aussi chargée d'organiser des dîners mondains,, des mariages et d'importantes festivités et, étant aussi remarquée pour son élégance fashionable, d'habiller les femmes de la haute société. Active dans une église locale, elle organise et cuisine des barbecues entre membres. Dans les années 1920, elle invente un distributeur automatique d'essence.
Avec ses économies, elle acquiert une pension de famille dans le centre-ville qu'elle exploite comme lupanar. Son entreprise s'élargit jusqu'à la moitié d'un pâté d'un maison. Elle acquiert un speakeasy dans lequel elle vend de l'alcool alors qu'il est prohibé,. Ayant quelques démêlés avec la justice, ses relations lui permettent d'éviter plusieurs condamnations. Le Time écrit à son sujet en 1945 : « Lorsque le shérif l'a arrêtée une nuit [pour vente d'alcool], sa réputation a payé : Charles Donlon, le plus grand banquier de la ville, l'a rapidement fait libérer [parce qu']il avait prévu un important dîner qui se serait lamentablement effondré si Lucy avait été en prison,, ».
Parallèlement, elle donne à des œuvres de bienfaisance comme la Croix-Rouge ou les boy scout, organise des événements philanthropiques et des rassemblements démocrates. Pendant la Seconde Guerre mondiale, elle achète pour 50 000 $ d'obligations de guerre (équivalent à 700 000 $ en 2018). Elle organise des fêtes somptueuses pour soutenir les soldats appelés au combat, nommées des « champagne going away parties ». Elle soutient aussi les familles endeuillées, en organisant des rencontres avec elles.
Lucy Hicks divorce de Clarence Hicks en octobre 1929. En 1944, elle se fiance avec Reuben Anderson, un marin dix à treize ans plus jeune qu'elle. Ils se marient en novembre de la même année. Lorsqu'il est en mission, ils maintiennent une relation épistolaire. Pendant son procès en 1945, il est déployé à la base aérienne Mitchel Field sur Long Island mais lui fait part de son soutien.

## Affaire Hicks Anderson

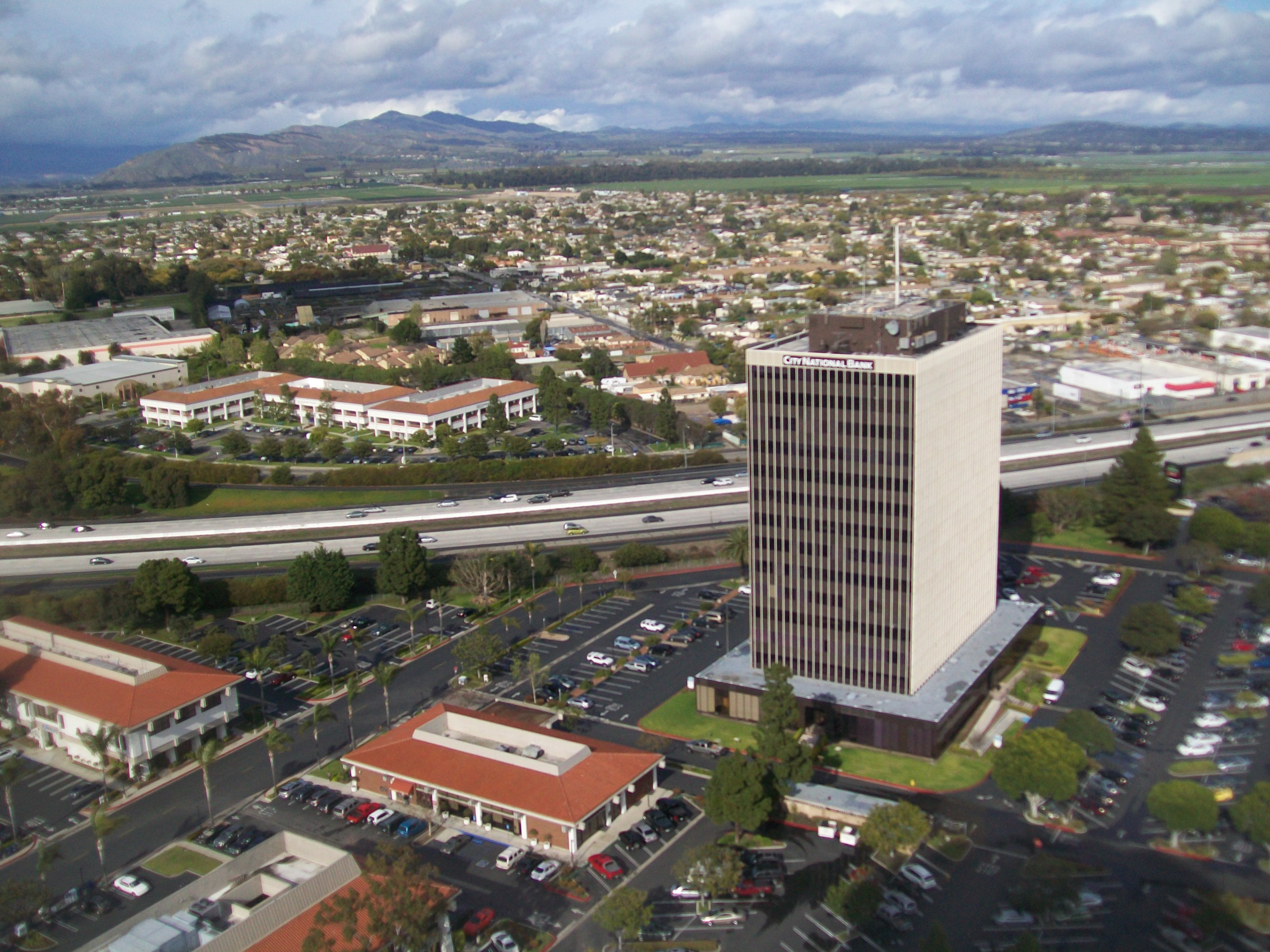
Panorama d'Oxnard en 2012.

### Déclenchement
En octobre 1945, la marine américaine tente de localiser un épisode d'infection sexuellement transmissible sur la côte Ouest. L'enquête remonte au lupanar tenu par Lucy Hicks Anderson,, un marin ayant déclaré avoir été malade après s'être rendu dans l'établissement. À la demande du procureur de district, toutes les femmes de l'établissement sont obligées de subir un examen médical. Ne s'étant pas prostituée, Lucy Hicks Anderson refuse, mais le procureur insiste.
Durant son examen, cinq médecins l'assignent comme un homme, ce que le médecin local rend public,. La nouvelle choque les citoyens d'Oxnard, à tel point que le quotidien local, l'Oxnard Press-Courier, refuse d'en parler pendant plus de deux semaines — le premier article sur le sujet est publié le 19 octobre.

### Charges
Immédiatement après avoir eu connaissance des faits, le procureur du comté de Ventura, qui administre Oxnard,, arrête Lucy Hicks Anderson pour parjure. Il argue qu'elle aurait menti à propos de son sexe sur la licence de son mariage (en) en se faisant passer pour une femme,. Elle est placée dans la section masculine de la prison locale et les vêtements qu'elle portait lors de son arrestation lui sont confisqués par la police.
Elle est libérée avec caution trois jours plus tard, mais il lui est annoncé qu'elle fait l'objet d'une enquête du FBI pour insoumission militaire. Grâce à son certificat de naissance, elle prouve avec son avocat qu'elle a 59 ans, ce qui lui permet d'éviter toute condamnation pour cette dernière accusation, les poursuites de ce type étant proscrites si la personne mise en cause a entre 45 et 65 ans. L'accusation de parjure émise par le procureur est finalement elle aussi annulée.
Cependant, quelques jours plus tard, Lucy Hicks Anderson est accusée de fraude pour avoir perçu les allocations financières destinées aux épouses de soldats, en vertu du G.I. Bill. C'est une accusation plus grave que les précédentes. Elle est ensuite une seconde fois la cible d'une poursuite fédérale pour parjure à son mariage.

### Procès
Lucy Hicks Anderson devient la première personne trans à défendre ses droits dans un tribunal aux États-Unis face à la criminalisation des identités de genre non-normatives. Tout au long de son procès, elle défend son identité féminine. Elle déclare notamment : 

« Je défie tous les médecins du monde de prouver que je ne suis pas une femme. J'ai vécu, je me suis habillée, j'ai agi comme je suis, une femme. »

 Un autre échange retranscrit par l'Oxnard Press-Courier : 

« Êtes-vous un homme ou une femme ?
— Je suis une femme.
— De quelle manière êtes-vous une femme ?
— Je suis une femme intérieurement. »

Au procès, les cinq médecins qui l'ont examinée un mois plus tôt déclarent tous qu'elle serait un « homme » et qu'elle n'est pas intersexe. La défense demande à ce qu'un autre médecin intervienne durant le procès, le gynécologie William T. Rothwell de Riverside. Ce dernier émet l'hypothèse qu'elle serait de « double sexe ». Même s'il reconnaît que sans avoir eu connaissance au préalable du passé de Lucy Hicks Anderson il aurait cru qu'elle était un « homme », il affirme que « son apparence n'est pas différente de celle d'une femme ». Il conclut par ces mots : « Compte tenu de son passé, je crois qu'elle présente à la fois des caractéristiques féminines et masculines, avec une prédominance féminine,. » Son cas est aussi à plusieurs reprises qualifié d'inversion sexuelle.
La délibération a lieu le 27 novembre 1945. Le procureur demande aux jurés : « Le jury souhaite-t-il permettre à Hicks de continuer à vivre comme une femme, de violer le caractère sacré des maisons, de s'associer avec des femmes dans les toilettes ? », ce à quoi l'avocat de la défense répond par l'interrogative, demandant à quoi cela sert-il de punir Lucy Hicks Anderson, « même si [elle] est un homme », alors qu'elle n'a pas de mauvaise intention envers « le public ». Le procureur répond qu'effectivement, « la mascarade n'a fait de mal à personne »,.
Au bout de deux heures de délibération, le jury juge coupable Lucy Hicks Anderson et la condamne à un an de prison et dix ans de probation. Son mariage est déclaré invalide puisqu'elle est désormais considérée comme un homme par la loi et que le mariage n'est légal qu'entre un homme et une femme. Trois ans plus tard, elle parvient à faire lever sa peine de probation par le juge Louis Drapeau, à la condition de quitter Oxnard.

### Traitement médiatique
La plupart des sources d'époque utilisent le fait que Lucy Hicks Anderson soit Africaine Américaine comme principal facteur d’identification, même si certaines font davantage mention de son style particulier. Son élégance affirmée par ses robes de soie, ses chapeaux et ses perruques colorées, ses fleurs, ses vernis et ses escarpins à talons hauts fascinent de nombreux journalistes assistant au procès, qui la décrivent longuement.
Cependant, tout au long du procès, les médias considèrent de moins en moins Lucy Hicks Anderson comme une femme et vont jusqu'à la désigner comme un homme, bannissant l'usage de son prénom. Dans un premier temps, ils marquent sa non-normativité de genre avec l'utilisation de guillemets autour des pronoms personnels, dans un processus de remise en question de sa féminité. Après que les médecins ont confirmé qu'elle possède des organes génitaux mâles, les médias font systématiquement référence à Lucy Hicks Anderson avec des pronoms masculins. C'est désormais son prénom qui est placé entre guillemets et donc à son tour remis en question. À la fin du procès, les médias ne font même plus mention de celui-ci. Ils ne la nomment que par son nom de famille ou par l'expression masculine « John Doe ». Ces actions participent à l'ostracisation de Lucy Hicks Anderson de la communauté oxnardoise.

## Vie après l'affaire

### En prison
Lucy Hicks Anderson purge sa peine au Ventura County Jail puis au pénitencier fédéral de Leavenworth au Kansas, dans les sections masculines des prisons. Il lui est interdit, par le tribunal, de porter des vêtements féminins. Elle entre en prison le 20 décembre 1945.
En prison, elle cuisine pour les autres prisonniers. D'après le témoignage d'un policier vingt ans après les faits, elle y est toujours considérée comme une femme et y est appréciée : « Lucy Hicks a toujours été considérée comme une femme. [...] Lucy [...] était un peu queer, mais nous n'avons jamais connu la véritable histoire. [...] Il s'est avéré qu'elle était un homme. [...] Elle avait aussi de la moustache, mais nous avons toujours accepté ça. [...] Tout le monde l'aimait. Elle était une personne merveilleuse. Nous l'admirions tous, ». À un journaliste venu l'interviewer en prison, elle répond « Je mourrai en tant que femme,. »

### Bannissement d'Oxnard et de la société
Après sa sortie de prison, Lucy Hicks Anderson est empêchée de retourner vivre à Oxnard par le chef de la police, qui la menace de poursuites judiciaires,. Son bannissement est acté par la justice quelques années plus tard. Elle est ostracisée d'une communauté dans laquelle elle s'est pourtant fortement impliquée pendant trois décennies et où elle a connu un haut degré d'intégration sociale, grâce à ses travaux reproductifs (nounou, cuisinière) et son engagement bénévole pour le maintien de la santé commune de ses voisins (organisation de fêtes et de banquets, philanthropie, soutien psychologique, etc.). Son statut de femme citoyenne productive et respectée, occupant des tâches généralement attribuées aux femmes,, est remplacé par celui d'homme dégénéré inverti.
L'action de l'État, qui va jusqu'à annuler les documents légaux la qualifiant de femme, supprime de fait son statut de femme pour celui d'un homme parjure et criminel dont on ne se réfère plus que par des lexiques médicaux et juridiques, aboutissant à une criminalisation de sa personne et de son identité. En la plaçant dans une prison pour homme et avec des habits masculins, l'État modifie également son apparence physique afin qu'elle ait une performance de genre masculine dans une tradition hétérosexiste. En la considérant comme un homme au travers de l'usage de pronoms et de surnoms masculins, les médias participent à sa criminalisation en popularisant sa mort sociale et en facilitant son ostracisation de la société.
La remise en question de son identité de genre, suivie de la suppression de son identité féminine par la médecine, le droit et les médias ont mis en place une altérité entre elle et la société qui touche l'ensemble de sa place au sein de la sphère locale. Une dissociation est effectuée entre la Lucy Hicks Anderson qui s'est profondément investie pour la communauté et celle condamnée par la justice, de sorte que soit effacé son passé mélioratif,. Le procès a ainsi pour conséquence une mort sociale actée par un bannissement, à la fois populaire et légal, de la ville d'Oxnard.

### Dernières années
Avec son compagnon Reuben Anderson, Lucy Hicks Anderson emménage à Los Angeles.
En 1953, elle retourne à Oxnard, un nourrisson dans les bras, et demande à ce qu'il soit adopté. Se rapportant à son bannissement décrété quelques années plus tôt, le chef de la police lui ordonne de quitter la ville. Elle meurt un an plus tard à Los Angeles, seule, à l'âge de soixante-huit ans.

## Postérité
Lucy Hicks Anderson est considérée par le Handbook of LGBT Elders comme l'« un des premiers cas documentés d'une personne trans Africaine Américaine ». Elle est toujours le sujet d'articles dans la presse locale plus de vingt ans après sa mort. En 1967, l'Oxnard Press-Courier titre « La légende de Lucy Hicks » ; le quotidien, qui jusque-là avait dénigré Lucy Hicks Anderson, la présente alors comme une célébrité locale « légendaire ». Plusieurs interviews sont menées à son sujet en 1979 ; avec les articles de presse d'époque, ils sont conservés à l'Oxnard Historical Society et au Ventura County Museum Library, le musée du comté, dans une collection qui lui est dédiée.
Le rôle de socialite de Lucy Hicks Anderson à Oxnard est d'autant plus notable de par ses qualités de femme, noire et trans. Selon Rolando Rene Longoria II, auteur de The body branded: LGBT hate murder, legal personhood, and social responses in the Oxnard, California case of Lawrence King, « le fait qu'elle ait pu atteindre un tel degré de renommée locale, de richesse et de réussite entrepreneuriale à une époque antérieure à l'émergence des droits civiques [...], tout en étant connue comme une femme qui était « un peu queer » [et en étant née dans l'État du Sud du Kentucky] est important en ce qu'il nous oblige à reconsidérer la façon dont la société perçoit les individus non-normatifs durant cette période. » Cependant, cette acceptation n'a pu se produire que grâce à son investissement important dans la communauté, dans des tâches bénévoles associées aux femmes.

### Filmographie
- (en) We've Been Around, « Lucy Hicks Anderson », sur YouTube, 10 juin 2016
- (en) « Pride Spotlight: Lucy Hicks Anderson » [audio], sur Encyclopedia Womannica, 6 juillet 2020